# José Ferreira de Carvalho
José Ferreira de Carvalho,  (Serrinha, 1783 — distrito Nossa Senhora da Conceição do Raso, 1866), foi capitão da guarda nacional, fazendeiro e fundador da cidade baiana de Araci.

## Historia
Nascido em 1783, filho de Manoel Ferreira Santiago e Maria da Conceição, casado com Maria do Rosário do Espírito Santo, teve nove filhos: Severo Fabiano de Carvalho, Ludovico Antunes de Carvalho, Rita Constantina de Oliveira, Antônia Francisca do Espírito Santo, Ângelo Fabiano de Carvalho, Francisca Rosa de Lima, Maria Fidélis de Lima , Carlota Ferreira de Lima e Antônio Martins Ferreira.
José Ferreira de Carvalho havia recebido título de capitão da guarda nacional que, segundo costume da época,  tinha entre suas incumbências fundar vilas e povoações, que teriam jurisdição, liberdades e insígnias segundo foro e costume da época (Carta…, 1966, p. 193-202)) e assim ficou conhecido na época, embora tenha se recusado a e se envolver em assuntos político quando confrontado, mas parecia ter em si anseio e impulso para a exploração de novas terras, pela fundação de lugares e de levar em diante suas convicções religiosas.
Residia na Fazenda Serra Grande, município de Serrinha. Após o casamento, foi residir na fazenda Pedrão,  que pertencia a seu sogro, no município de Irará. Algum tempo depois retornou para a região então conhecida como Campo Limpo, no município de Serrinha. Firmando ali sua nova residência, na ocasião recebeu convite para se envolver na política por autoridades serrinhenses, no entanto ele mantinha alegação falta de vocação, negando então o convite, tendo sofrido, por esta razão, certa coação, resultando daí a sua retirada daquela fazenda, o que o levou a idealizar e comprar de um proprietário de nome Paulo Rabelo, residente na então Vila de Entre Rios, vinte léguas quadradas de terra, o correspondente a 120 km².
Foi nestas vinte léguas que José Ferreira de Carvalho fincou residência, dando nome de "Fazenda Raso" - é provável que o termo "raso" foi dado em função da forma de relevo do lugar, pois era (é) cercada por montes não muito íngremes, com um enorme vale ao centro.
Naquela época, a Fazenda Raso já possuía algumas casas e já tinha aspecto de arraial. A construção da primeira Igreja de Araci foi concluída em 1859 e inaugurada no dia 8 de dezembro do mesmo ano, numa missa celebrada pelo Padre Antônio da Rocha Viana, que ficou responsável também pela nova Capela.
Pouco tempo depois após a construção de algumas casas para ele e para seus escravos o local recebeu nome de Vila do Raso, que viria a se tornar distrito nossa Senhora da Conceição do Raso, depois Freguesia e posteriormente a cidade de Araci.